# Гламорганские йомены
Гламорганские йомены (англ. Glamorgan Yeomanry) — воинское формирование британской армии, трижды образовывавшееся за всю историю существования. Впервые оно было создано в 1791 году как йоменский полк в связи с угрозой вторжения революционной Франции: полк был распущен только в 1831 году. В 1859 году Гламорганские йомены были восстановлены как воинское формирование, войдя в систему добровольческих частей британских войск и просуществовав в такой форме до своего роспуска в 1873 году.
В третий раз Гламорганские йомены были собраны в 1901 году как подразделение лёгкой кавалерии, приняв участие во второй англо-бурской и Первой мировой войнах. В межвоенные годы Гламорганские йомены были преобразованы в артиллерийский полк, который сражался во Франции, Нидерландах и Германии в 1944—1945 годах. В послевоенные годы полк претерпел ряд изменений и был в конце концов преобразован в 211-ю Южно-Уэльскую батарею 104-го артиллерийского полка. Непосредственным правопреемником и хранителем традиций Гламорганских йоменов в этой батарее в настоящее время является несущий в её составе службу взвод C.

## Французские революционные войны
Когда Британия ввязалась во французские революционные войны, премьер-министр Уильям Питт-Младший в своём выступлении 14 марта 1794 года призвал английские графства подготовить кавалерийское ополчение (добровольческие йоменские части), которое будет созываться королём в случае морского вторжения на территорию Великобритании или лордом-лейтенантом для подавления массовых выступлений и разгона беспорядков. Поводом для создания отрядов послужила попытка высадки французов в 1796 году в Южном Уэльсе, известная как Фишгардский десант: так в 1797 году был образован отряд Гламорганской йоменской кавалерии (англ. Glamorgan Yeomanry Cavalry).
Наряду с конными частями в ополчении, готовившемся к отражению возможного французского вторжения, несли службу и пехотинцы — в Гламоргане был сформирован и так называемый Пехотный легион Суонси (англ. Swansea Legion Infantry), командиром которого по состоянию на 19 августа 1803 года был майор британской пехоты Роджер Ландег (англ. Roger Landeg). Всего же тогда было сформировано три корпуса Гламорганской йоменской кавалерии. После битвы при Ватерлоо йоменские воинские формирования начали сокращать, и в 1831 году последние части Гламорганских йоменов были расформированы. В том же 1831 году йомены подавляли беспорядки в Мертир-Тидвиле.

## Лёгкие конные добровольцы
В 1859 году в связи с очередной угрозой военно-морского вторжения снова обрело популярность движение «стрелковых добровольческих частей», которые создавались для оказания поддержки регулярным частям Британской армии в случае необходимости. Среди подобных новых частей был и созданный 15 февраля 1861 года в Кардиффе 1-й Гламорганский лёгкий конный добровольческий отряд (англ. 1st Glamorgan Light Horse Volunteers), который не был формально йоменским, однако был учреждён в соответствии с Актом о консолидации йоменов и добровольцев 1804 года (англ. Yeomanry and Volunteers Consolidation Act of 1804). Отряд нёс службу в составе 1-й административной бригады Гламонгаширского артиллерийского добровольческого полка. Он был расформирован в 1873 году, и вплоть до конца XIX века подобные добровольческие кавалерийские или йоменские отряды не образовывались.

## Имперское йоменство и англо-бурская война
Вскоре после того, как началась вторая англо-бурская война, с 10 по 17 декабря 1899 года британская армия потерпела серию унизительных поражений, которая стала известна как «чёрная неделя». Британское правительство решило отправить добровольческие отряды на фронт в помощь к регулярным частям — а именно йоменскую кавалерию. 13 декабря Военное министерство Великобритании издало распоряжение о допуске добровольцев для несения полевой службы, а 24 декабря был подписан официальный указ, которым образовывалось Имперское йоменство. Организация йоменства основывалась на ротах из графств, каждая из которых насчитывала 115 человек, которые несли службу в течение года. Ядро составили добровольцы из среднего и высшего классов: по своему типу эти части относились к ездящей пехоте.
20 марта 1900 года в Африку прибыл 1-й батальон имперских йоменов, в составе которого была 4-я Гламорганская рота (англ. 4th (Glamorgan) Company) — она относилась к тем ротам, которые были сформированы отдельно от йоменских частей и не только не имели их патронаж, но и не получали от них никакой финансовой поддержки. Все эти роты были включены в йоменство намного позже: в частности, 4-я Гламорганская рота стала частью Гламорганских йоменов формально в августе 1901 года. 4-ю Гламорганскую роту подготовил член парламента Великобритании от Южного Гламорганшира граф Уиндем Уиндем-Куин, в прошлом майор Британской армии и ветеран первой англо-бурской войны в составе 16-го (Её Величества) уланского полка. 14 февраля 1900 года он вернулся к активной службе, возглавив созданную им роту, согласившись при этом на понижение в звании до капитана. Личный состав 4-й Гламорганской роты в марте 1900 года отплыл из Ливерпуля на борту SS Cymric. Несмотря на жёсткие условия в плане верховой езды и меткой стрельбы, многих добровольцев приняли и с результатами ниже проходных, а время на обучение и подготовку перед отправкой контингента в Южную Африку было крайне ограничено.
Когда лорд Робертс возобновил наступление в мае 1900 года из Блумфонтейна, 1-й батальон имперских йоменов нёс службу в составе колонны сэра Лесли Рандла, командира 8-й пехотной дивизии. Колонне Рандла было поручено не пускать буров в юго-восточную часть Оранжевой республики: для этого Рандл со своими 8 тысячами солдат двинулся в северо-восточном направлении, опираясь на поддержку 3 тысяч солдат из Колониальной дивизии генерал-майора Эдварда Брабанта. Изначально йомены, служившие под командованием Рандла, терпели неудачи в боях с бурами: 25 мая 1900 года 34-я (Мидлсексская) рота 11-го йоменского батальона вошла в оставленный бурами Сенекал, а на следующий день буры совершили налёт на город. В ходе налёта буров погибли четверо британских солдат, в том числе командир роты майор Х. С. Дельбьяк (англ. H. S. Dalbiac); ещё четверо были ранены, 13 человек попали в плен, семеро солдат бежали с поля боя. Бежавших британцев буры не преследовали, а позже ушли из города, скрывшись в его окрестностях: британская артиллерия безуспешно пыталась подавить позиции буров, пока те были в Сенекале. Со временем йоменские части колонны Рандла уже успешно справлялись с бурами. Так, в октябре 1900 года 8-я пехотная дивизия Рандла заняла Вреде и разместила там гарнизон, после чего выступила в направлении Бетлехема, разместив и там свои части, а уже 26 октября на подходах к Гаррисмиту люди Рандла обнаружили группу буров, удерживавших позицию недалеко от дороги. В ходе завязавшегося боя при участии 3-й роты 1-го йоменского батальона и 41-й роты 4-го йоменского батальона позицию удалось занять. У британцев было ранено всего двое солдат, а буры понесли потери на правом фланге в виде трёх убитых и 17 раненых бойцов.
Использование йоменских частей признали успехом, и ещё до конца войны все йоменские полки, находившиеся в Британии, преобразовали в Имперское йоменство (англ. Imperial Yeomanry), а новые полки стали образовываться из ветеранов боевых действий в Южной Африке. Так, в августе 1901 года с целью сохранения традиций 4-й роты было образовано Гламорганширское имперское йоменство (англ. Glamorganshire Imperial Yeomanry), командиром которого стал имевший уже звание подполковника Уиндем-Куин. Оно представляло собой полк из четырёх эскадронов кавалерии, пулемётное отделение и полковой штаб на Юэнни-роуд в Майстеге (Бридженд). Изначально в состав Гламорганширского имперского йоменства вошли три эскадрона кавалерии, а четвёртый — только через год.

## Территориальные силы
В апреле 1908 года полк был включён в состав Территориальных сил в рамках реформ военного министра Ричарда Холдейна. Полк Гламорганских йоменов был преобразован в драгунский и вошёл в состав Южноуэльской ездящей бригады, имея в своём составе 4 эскадрона со штабами в следующих населённых пунктах:
- эскадрон A — дом 7, Рутленд-стрит, Суонси[37]; отделения на Куэй-роуд в Ните[28][38], в Порт-Толботе и Рейнольдстоне[англ.][39]
- эскадрон B — дом 31, Юэнни-роуд[англ.], Бридженд[28]; отделения в Майстеге[англ.][39], Каубридже[англ.] и Порткоуле[англ.][39]
- эскадрон C — Ньюпорт-роуд, Кардифф[40]
- эскадрон D — Понтиприт; отделения в Нельсоне[англ.][39], Ллуинипиа[39], Кайрфилли[англ.][39], Маунтин-Эш[англ.][28], Абердэре и на Брекон-роуд, Мертир-Тидвил[англ.][41]

## Первая мировая война
4 августа 1914 года, в день начала Первой мировой войны, Гламорганские йомены были мобилизованы в Бридженде. Для завершения формирования йоменских частей требовалось доставить определённое количество лошадей, причём многие владельцы отказывались предоставлять лучших скакунов: в связи с этим на учениях многие кандидаты в ряды йоменов очень плохо проявили себя в плане верховой езды. Командиром Гламорганских йоменов был назначен подполковник Дж. И. Д. Николл, который принял командование ещё 20 июня. Согласно Акту о территориальных и резервных силах 1907 года, личный состав Территориальных сил не мог служить за пределами Британских островов, однако после начала Первой мировой Территориальным силам предложили добровольную «имперскую службу» за пределами Британии. 15 августа Военное министерство передало указания вывести из Территориальных сил тех, кто не давал своё согласие на службу за границей, и сформировать из них резервные части. 31 августа каждому подразделению 1-й линии (фронтовому) придали по одному подразделению 2-й линии (резерв, где более 60 % изъявили своё желание служить за границей), а такие новые части получили приставку «2/» (пример — 2/1-е подразделение). Так создавались резервные полки, бригады и дивизии для укомплектации уже существующих. Позже появились части 3-й линии, которые готовили личный состав для частей 1-й и 2-й линий.

### 1/1-й полк
1/1-й Гламорганский йоменский полк был мобилизован 4 августа 1914 года в составе Южноуэльской ездящей бригады в канун Первой мировой войны. Бригаду собрали в Херефорде и перебросили к концу августа в Восточную Англию. В том же месяце бригада вошла в состав 1-й ездящей дивизии вместо 1-й Южно-Мидлендской ездящей бригады, которая была переведена во 2-ю ездящую дивизию. В ноябре 1915 года бригаду спешили, а вместо неё в 1-ю дивизию вошла 2/1-я Восточная ездящая бригада, в то время как спешившиеся отправились в Египет.
Полк прибыл в Египет в марте 1916 года. 20 марта Южноуэльская бригада вошла в состав 4-й спешившейся бригады вместе с личным составом Валлийской пограничной ездящей бригады. В марте 1917 года полк был преобразован в пехотный и вместе с частями Пембрукских йоменов был преобразован в 24-й (Пембрукский и Гламорганский) батальон Уэльского полка (англ. 24th (Pembroke & Glamorgan) Battalion, The Welsh Regiment). Он был включён в состав 231-й пехотной бригады 74-й йоменской дивизии. В составе 74-й йоменской дивизии 24-й полк участвовал в ряде сражений Синайско-Палестинской кампании, в том числе во второй (апрель 1917 года) и третьей битвах за Газу (ноябрь 1917 года), сражении за Беэр-Шеву 31 октября 1917 года и в битве за Харейру и Шерию в ноябре 1917 года.
7 мая 1918 года личный состав 74-й дивизии (в том числе и 24-го батальона) прибыл из Александрии в Марсель для подготовки к сражениям на Западном фронте: бойцы прошли подготовку в Северной Франции, прежде чем были направлены на позиции южнее леса Ньеп, откуда начали наступление в направлении Мервиля. 74-я йоменская дивизия, в частности, участвовала в битве при Эпеи 18 сентября 1918 года, после которой 24-й батальон выдвинулся на север в направлении Сен-Обера, продолжив преследовать отступавших в сторону Турне немцев. Конец войны 231-я пехотная бригада, в составе которой числился 24-й батальон, встретила в бельгийской коммуне Ат. За время боевых действий в Египте и Франции 24-й батальон гламорганцев потерял 12 офицеров и 115 солдат убитыми, 36 офицеров и 627 солдат ранеными, а также 11 солдат пропавшими без вести.

### 2/1-й полк
2/1-й полк был сформирован в 1914 году в качестве резервного. В январе 1915 года он вошёл в состав 2/1-й Южноуэльской ездящей бригады, в июле находился в районе Дорчестера. В сентябре того же года вместе с бригадой перешёл в Саффолк и вступил в 1-ю ездящую дивизию. 31 марта 1916 года оставшиеся ездящие бригады были перенумерованы, и бригада получила название 4-й ездящей.
В июле 1916 года состоялась крупная реорганизация йоменских полков 2-й линии: почти все, кроме 12 полков, были преобразованы в велосипедные (самокатные) части. Данный полк был спешен, бригаду преобразовали во 2-ю велосипедную (дивизию — в 1-ю велосипедную) в Йоксфорде. В ноябре полк был отправлен в 1-ю велосипедную бригаду, объединившись со 2/1-м полком Пембрукских йоменов в единый 2-й (Пембрукский и Гламорганский) йоменский велосипедный полк (англ. 2nd (Pembroke and Glamorgan) Yeomanry Cyclist Regiment). Уже в марте 1917 года в Лейстоне полк получил прежнее имя, в июле отправился в Бенакр, в конце года — в Уорлингем под Лоустофтом, где и встретил окончание войны. В момент расформирования 29 октября 1918 года личный состав находился в местечке Беклс (Саффолк).

### 3/1-й полк
3/1-й полк Гламорганского ополчения был образован в 1915 году, летом включён в состав резервного кавалерийского полка в лагере Курраг в Ирландии. Летом 1916 года полк спешился и был включён в состав группы 3-й линии Уэльского полка (1-я линия несла службу в качестве пехотной части). Полк расформирован в начале 1917 года, личный состав переведён в части 2-й линии или в 4-й резервный батальон Уэльского полка в Милфорд-Хейвен.

## Межвоенный период
После заключения Компьенского перемирия 11 ноября 1918 года 24-й батальон Уэльского полка был расквартирован в бельгийском городе Герардсберген (Граммон). 3 июля 1919 года личный состав 24-го батальона принял участие в торжественном параде в Кармартене, возглавляя королевскую процессию, шедшую вплоть до церкви Святого Петра и отдавая дань уважения трём графствам, направившим своих призывников в батальон. 5 июля 24-й батальон был официально расформирован.
7 февраля 1920 года полк Гламорганских йоменов был восстановлен в прежнем виде в Бридженде, но предстал в новом качестве. Опыт боевых действий Первой мировой вынудил британцев сократить количество йоменских полков. После того, как была создана Территориальная армия, в качестве кавалерийских в строю остались только 14 старших йоменских полков, остальные стали бронетанковыми или артиллерийскими. 1 ноября 1920 года Гламорганские йомены были преобразованы в 324-ю (гламорганскую) артиллерийскую батарею (англ. 324 (Glamorgan) Battery) при 81-й (валлийской) бригаде Королевской полевой артиллерии, а с июня 1923 года батарея стала называться 324-й (гламорганской йоменской) батареей (англ. 324 (Glamorgan Yeomanry) Battery). В 1924 году Королевская полевая артиллерия, ранее входившая в состав Королевской артиллерии (отдельного рода войск), прекратила своё существование. В 1938 году 81-я артиллерийская бригада была преобразована в полк.

## Вторая мировая война

### Мобилизация
В 1938 году во время Мюнхенского кризиса численность Территориальной армии была удвоена, а к уже существующим частям были созданы дублирующие в канун Второй мировой войны: в частности, в 1939 году 81-й (валлийский) полк был разделён на два полка полевой артиллерии — 81-й полк (англ. 81st (Welsh) Field Regiment) и 132-й полк (англ. 132nd (Welsh) Field Regiment), причём 132-й полк играл роль резервного по отношению к 81-му. По итогам переформирования частей 324-я (гламорганская йоменская) батарея в 1939 году была включена в состав 81-го полка, который, в свою очередь, был частью 53-й (валлийской) пехотной дивизии. По состоянию на 3 сентября 1939 года в 81-м полку были официально две батареи Гламорганских йоменов — 323-я и 324-я. Командиром 324-й батареи числился майор Р. Дж. Х. Ллойд.
В октябре 1939 года части 53-й (валлийской) дивизии были отправлены в Северную Ирландию, она находилась там в 1940—1941 годах, прежде чем вернуться собственно в Британию. Одна батарея насчитывала восемь 25-фунтовых пушек гаубиц, буксируемых артиллерийскими тягачами типа Morris C8 Quad. С 1942 года дивизия несла службу на Британских островах в составе 12-го корпуса, готовясь к Нормандской операции.

### Участие в боевых действиях
53-я валлийская дивизия завершила высадку в Нормандии 27 июня, прибыв туда после начала основной операции. Она участвовала во второй битве при Одоне, а в начале августа, после начала продвижения войск вглубь Франции, помогала основным силам в ходе Фалезской операции. К концу августа дивизия форсировала Сену и уже продвигалась по равнине к Сомме.
53-я дивизия играла вспомогательную роль в операции «Маркет Гарден», прикрывая фланг 30-го корпуса при нанесении главного удара. Особенно ожесточённые бои разгорелись в Винтелре, к западу от Эйндховена, где немцы держались двое суток: полк вёл заградительный огонь, неся потери от ответных обстрелов. Так, 324-я батарея 81-го полка вела огонь из Велдховена, оказывая огневую поддержку 4-му и 7-му батальонам Королевских уэльских фузилёров. Во время боя один из снарядов угодил в командирский бронетранспортёр M3: погибли двое человек, но сам командир даже не был ранен. Фланг дивизионной артиллерии оставался при этом открыт, и 1 октября группа немецких солдат прорвалась на позиции 324-й батареи, вступив в бой с артиллеристами. 7 октября полк пересёк тет-де-пон у Неймегена, захваченный во время операции «Маркет Гарден». Днём 11 октября позиции 324-й батареи подверглись обстрелу, в результате чего находившийся там командир 81-го полка подполковник Тайлер получил ранение и был эвакуирован: его заменил на позициях майор Р. Дж. Х. Ллойд.
После провала операции «Маркет Гарден» 12-й корпус, в состав которого входили гламорганцы, получил приказ продвигаться на запад в направлении Хертогенбоса в рамках операции «Алан». 22 октября в 6:30 пехота после артподготовки начала наступать на немецкие позиции в Хертогенбосе. После четырёх дней ожесточённых уличных боёв город был занят британцами, а артиллерия накрыла все пути немцев к отступлению из города.
Затем 81-й полк был переведен в Вессем в состав 71-й пехотной бригады, отправленной в помощь Отдельной бельгийской бригаде. Наблюдательный пост 324-й батареи находился в расположении эскадрона C дивизионного разведывательного полка. 14 ноября дивизия перешла Вессемский канал в рамках операции «Маллард», пользуясь артиллерийской поддержкой, а 16 ноября в составе 71-й бригады полк прошёл по временным мостам, добравшись к концу дня до укреплённого Рурмонда. 71-я бригада предприняла попытку форсирования Мааса и штурма города в ночь с 21 на 22 ноября: инженерные работы продолжались вплоть до того момента, чтобы дивизионная артиллерия могла подавить немецкие батареи. 4-й батальон Королевских уэльских фузилёров при поддержке 81-го артиллерийского полка предпринял несколько безуспешных попыток преодолеть противотанковый ров. Это удалось сделать 1-му батальону оксфордширцев и букингемширцев только после установки дымовой завесы, поставленной артиллеристами 81-го полка.
Зимой все операции были приостановлены, и 71-я бригадная группа вместе с 81-м полком была выведена на отдых в бельгийский Бохолт. В декабре полк отправил часть своего личного состава на пополнение поредевших пехотных батальонов. 20 января 1945 года дивизия отправилась в район Эйндховена для подготовки к Маас-Рейнской операции (кодовый план «Veritable» — «Подлинное») по захвату крупного лесного массива Рейхсвальд. Эта операция началась 8 февраля в 5 часов утра: в месте её проведения было сконцентрировано наибольшее за всё время участия британцев в войне количество артиллерии. 81-й полк вновь оказывал артиллерийскую поддержку 71-й бригаде; 53-й валлийской дивизии было необходимо пробиться в северную часть Рейхсвальда. Хотя сопротивление немцев не было упорным, продвижение замедляли ужасные дорожные условия. К 2 часам ночи 9 февраля передовые части преодолели линию Зигфрида, а на следующий день дивизия выдвинулась к опушке леса. Продвижение техники и перевозка орудий по грязным лесным дорогам сковывали движения британцев, а весь этот переход назвали «адской тяготой» (англ. an infernal nuisance): согласно докладу 81-го полка, танк заместителя начальника наблюдательного поста даже пришлось использовать в качестве тягача для артиллерийских орудий и самих тягачей. 21 февраля в ходе операции «Подлинное» британцами был занят город Гох, разрушенный в результате серии авианалётов. Во взятии Гоха участвовали силы 30-го корпуса, что стало важным моментом в ходе Маас-Рейнской операции — 30-й корпус благодаря этому мог в дальнейшем соединиться с силами 9-й американской армии, участвовавшей в операции «Граната», и продолжить наступление.
53-я дивизия не участвовала в решающем штурме позиций у Рейна в рамках операции «Пландер», длившейся с 23 по 24 марта, но 26 марта форсировала Рейн и направилась в сторону Эльбы. Ранним утром 4 мая личный состав Гламорганской батареи вступил в сдавшийся Гамбург, а в тот же день в Люнебургской пустоши был подписан акт о капитуляции группы немецких войск в Нидерландах, на северо-западе Германии и в Дании: это положило конец боям с участием 21-й группы армий. 30 мая 1945 года 81-й полк уже как пехотная часть приступил к исполнению воинских обязанностей в британской зоне оккупации Германии. Личный состав 81-го полка был демобилизован де-юре 24 июня 1946 года.

## Послевоенный период
1 января 1947 года в Порт-Толботе 81-й полк полевой артиллерии был преобразован в 281-й (валлийский) полк полевой артиллерии (англ. 281st (Welsh) Field Regiment) при 53-й (валлийской) дивизии. В составе 281-го полка на тот момент присутствовала 324-я батарея Гламорганских йоменов. 30 сентября 1953 года этот полк получил новое наименование — 281-й (гламорганский йоменский) полк полевой артиллерии (англ. 281st (Glamorgan Yeomanry) Field Regiment), в итоге подведя черту под преемственностью Гламорганских артиллерийских добровольческих частей. 31 октября 1956 года в состав 281-го полка вошли также 408-й (гламорганский и пембрукский) полк береговой артиллерии и 887-я батарея обнаружения, созданная в Кардиффе в 1947 году.
1 мая 1961 года последовало слияние гламорганцев с 282-м (валлийским) полком тяжёлой зенитной артиллерии и 283-м (монмутским) полком полевой артиллерии. В составе 282-го полка появились следующие воинские части:
282-й (гламорганский и монмутширский) полк полевой артиллерии
- Батарея P (гламорганская йоменская) (англ. P (Glamorgan Yeomanry) Battery) — на базе 281-го полка полевой артиллерии[30]
- Батарея Q (валлийская) (англ. Q (Welsh) Bty) — на базе 282-го полка тяжёлой зенитной артиллерии
- Батарея R (1-я монмутская) (англ. R (1 Monmouth) Bty) — на базе 283-го полка полевой артиллерии
- 509-я (моторизованная рота) Королевского корпуса обеспечения[англ.] (англ. 509 (Motor Transport) Company, Royal Army Service Corps) — из вспомогательного персонала батареи B 281-го полка полевой артиллерии, мастерской 282-го полка тяжёлой зенитной артиллерии, Корпуса королевских инженеров-электриков и механиков и 533-й роты Королевского корпуса обеспечения

В 1967 году после преобразования Территориальной армии в Армейский резерв, смешанный полк получил статус 211 (южно-уэльской) батареи Королевского полка артиллерии (англ. 211 (South Wales) Battery, Royal Artillery), войдя в состав 104-го артиллерийского полка в Ньюпорте. В батарею входили:
- Взвод D (монмутширский) (англ. D (Monmouthshire) Troop) — Ньюпорт
- Взвод E (гламорганский йоменский) (англ. E (Glamorgan Yeomanry) Troop) — Кардифф
- Взвод F (брекнокширский и монмутширский) (англ. F (Brecknockshire and Monmouthshire) Troop) — Эббу-Вейл[англ.]

В 1986 году 211-я батарея отправила личный состав для пополнения состава новой 217-й (графства Гвент) батареи в Кумбране, однако в 1992 году 217-я батарея снова вошла в состав 211-й. В результате последующих сокращений остались:
- Взвод C (гламорганский йоменский) (англ. C (Glamorgan Yeomanry) Troop) — Кардифф[87][d]
- Взвод D (брекнокширский и монмутширский) (англ. D (Brecknockshire and Monmouthshire) Troop) — Абертиллери

211-я (южно-уэльская) батарея в настоящее время несёт службу в составе 104-го артиллерийского полка Армейского резерва в качестве отряда ближней поддержки, оснащённого орудиями L118. Служба проходит в центре армейского резерва Ти Ллевеллина в Кардиффе.

## Униформа
Хотя в территориальных войсках Гламорганские йомены значились как драгуны, их униформа была схожа с униформой улана. Офицерская униформа образца 1909 года представляла собой синюю короткую тужурку с белыми уланскими пластроном и манжетами, повседневные синие брюки с двумя белыми полосами и золотая уланская лента с бордовыми полосами, перекинутая через правое плечо. Головной убор — белый пробковый шлем, завёрнутый в белый пагри с бронзовым шишаком. На белом кожаном поясе был чёрный кожаный офицерский планшет.
В 1920—1941 годах военнослужащие 324-го батальона носили головные уборы с кокардой Гламорганских йоменов. У офицеров на петлицах синих мундиров и на головных уборах униформы изображался стилизованный валлийский лук-порей, в то время как у солдат — валлийский дракон. В военные и послевоенные годы весь личный состав 81-го и 281-го полков носил кокарды Королевского полка артиллерии, однако после 1967 года взводу гламорганцев 211-й батареи позволили носить традиционную кокарду гламорганцев.

## Отмеченные наградами бойцы
В 1901 году, после возвращения с фронта второй англо-бурской войны первого контингента йоменов домой, командир Гламорганских йоменов Уиндем Уиндем-Куин был награждён орденом «За выдающиеся заслуги». Позже он был произведён в подполковники йоменских частей, а затем и в полковники.
Участник Первой мировой войны подполковник Сесил Джон Херберт Спенс-Джонс (англ. Cecil John Herbert Spence Jones), командовавший со 2 февраля 1917 года 24-м (Пембрукским и Гламорганским) батальоном, был награждён орденом Святого Михаила и Святого Георгия и орденом «За выдающиеся заслуги». Помимо этого, солдаты батальона за совершённые во время Первой мировой подвиги были отмечены следующими наградами:
- один человек — орден «За выдающиеся заслуги»
- 10 человек — Военный крест
- один человек — планка к Военному кресту
- 13 человек — медаль «За выдающееся командование»
- 19 человек — Воинская медаль
- два человека — медаль «За похвальную службу»[англ.]
- 14 человек (7 офицеров и 7 солдат) — упомянуты в донесениях[англ.]

## Память
В память солдат полка, погибших в Первую мировую войну, в Столлинг-Даун-Коммон около Каубриджа был установлен памятник, открытый графом Плимутом 2 ноября 1922 года. Сам граф Плимут являлся шефом полка Гламорганских йоменов с 3 августа 1901 года.
По британским традициям, воинские почести присваиваются тем частям, которые проявили себя в различных боях, и представляют собой нанесение символического названия сражения на штандарт полка. Гламорганским йоменам присвоены следующие почести за Первую мировую войну — The Great War: Somme 1918, Bapaume 1918, Hindenburg Line, Épéhy, Pursuit to Mons, France and Flanders 1918, Egypt 1916-17, Gaza, Jerusalem, Jericho, Tell 'Asur, Palestine 1917-18. После преобразования полка в артиллерийский Гламорганские йомены сохранили не только свои знамёна, но и все прежде присвоенные им почести.

### Комментарии
1. ↑  Также упоминается как 2-й (Пембрукский и Гламорганский йоменский) велосипедный батальон (англ. 2nd (Pembroke and Glamorgan Yeomanry) Cyclist Battalion)[55][56][53]
2. ↑  Согласно Патрику Майлхему, эта батарея несла службу в 132-м полку полевой артиллерии[5]
3. ↑  Эти же батареи вместе с 459-й присутствовали в составе 81-го полка полевой артиллерии и по состоянию на январь 1941 года[64], хотя, по данным Брина Оуэна, 323-я и 324-я артиллерийские батареи были объединены в одну 324-ю батарею ещё в 1938 году[30]
4. ↑  Согласно Патрику Майлхему, этот взвод использовал букву C ещё в 1985 году[5]
5. ↑  У Брина Оуэна также упоминается под фамилией Спенс-Колби (англ. Spence Colby)[50]
6. ↑  «Почётный полковник» (англ. Honorary Colonel)